# Saint Marys (Géorgie)
Pour les articles homonymes, voir Saint Marys.
Saint Marys est une ville américaine située dans le comté de Camden en Géorgie. Elle est située sur le bord du fleuve Saint Marys. Selon le recensement de 2000, La ville est peuplée de 13 761 habitants.

## Historique
Le 15 janvier 1815, lors de la bataille de Fort Peter, la ville est prise par l'armée britannique durant la guerre anglo-américaine de 1812.

## Démographie
| 1810 | 1820 | 1840 | 1860 | 1870 | 1890 |
| ---- | ---- | ---- | ---- | ---- | ---- |
| 268  | 771  | 206  | 650  | 702  | 575  |

| 1900 | 1910 | 1920 | 1930 | 1940 | 1950  |
| ---- | ---- | ---- | ---- | ---- | ----- |
| 529  | 691  | 824  | 732  | 733  | 1 348 |

| 1960  | 1970  | 1980  | 1990  | 2000   | 2010   |
| ----- | ----- | ----- | ----- | ------ | ------ |
| 3 272 | 3 408 | 3 596 | 8 187 | 13 761 | 17 121 |